# رمسيس عوض
رمسيس عوض أو رمسيس حنا خليل عوض (1929 – 18 نوفمبر 2018)، مفكر وكاتب ومترجم وأكاديمي مصري، عمل رئيسًا لقسم اللغة الإنجليزية بجامعة عين شمس، وألَّف أكثر من 60 كتاب باللغة العربية ونحو 20 كتاب باللغة الإنجليزية. ترجم عدة أعمال للفيلسوف البريطاني برتراند راسل إلى اللغة العربية. وكذلك ترجم رواية "بداية ونهاية" لنجيب محفوظ عن طريق قسم النشر بالجامعة الأمريكية بالقاهرة إلى اللغة الإنجليزية سنة 1985. وهو شقيق المفكر والمترجم لويس عوض.

## النشأة
ولد رمسيس حنا خليل عوض سنة 1929 بقرية مغاغة بمحافظة المنيا، وتخرج من قسم اللغة الإنجليزية وآدابها بجامعة فؤاد الأول سنة 1950، وحصل على شهادة الدكتوراه سنة 1956. ونشر أوَّل مؤلَّفاته سنة 1961، "برتراند راسل الإنسان"، عن دار الهلال. توترت علاقته بشقيقة الأكبر لويس عوض بعد نشر مذكراته، "أوراق العمر"، سنة 1989، ويقول عن ذلك: "لا أعتقد أن لويس عوض كان موفقاً في التشهير بعائلته في كتابه (أوراق العمر) فهناك في كل عائلة أشياء سلبية أضعاف ما هو موجود في أوراق العمر، وأنا لا زلت أحمل العرفان بالجميل لشقيقي الأكبر لويس عوض لأنه تولى الإنفاق على تعليمي بالجامعة، بل هو الذي أدخلني قسم اللغة الإنجليزية الذي لم أكن أرغب فيه بسبب ميولي للصحافة.. وبسبب اهتمامي بالفلسفة من ناحية أخرى. ألوم لويس عوض انتقاده لكتبي التي وصلت إلى خمسة عشر كتاباً قبل رحيله، ولم يكن موفقاً في تقدير قيمتي العلمية، ولم يكن يتصور أن عدد كتبي سوف يفوق إنتاجه بكثير الذي لم يتجاوز سبعة وخمسين كتاباً في حين أن عدد كتبي تجاوز السبعين وتطرقت إلى موضوعات لا يوجد لها مثيل في العالم العربي". واعتبر رمسيس شقيقه الأكبر لويس عوض "بالنسبة له القدوة والمثل الأعلى وأنه أثر في تكوين شخصيته". وبعد وفاة لويس سنة 1990، قام بتجميع مقالاته في صحيفة الأهرام عن الثورة الفرنسية، وأصدرها في كتاب تحت عنوان "الثورة الفرنسية" عن الهيئة المصرية العامة للكتاب سنة 1992.

## فقرات من كتاب "أوراق العمر"
تناول لويس عوض في مذكراته، "أوراق العمر" (1989)، شقيقه الأصغر، رمسيس، في أكثر من فقرة:
- "لا أتذكر شيئًا كثيرًا عن طفولته وصباه لأن قضاهما في المنيا حين كنت أنا أتراوح بين القاهرة وكامبريدج ولما عشت معه في مطلع شبابه وجدته فتى جادًا يميل إلى التأمل خاليًا من روح الفكاهة والمرح محبًا للعزلة والهدوء، ولا يشارك في مجلس اللهو أو اللغو. وكان ذكاؤه فوق المتوسط ولكن لا حدة فيه ولا ابداع. وقد عوضه دأبه في العمل على نقصه في الابداع".[14]
- "هناك ما يشبه القانون الطبيعي في سنن الحياة، وهو أنه من أندر النادر أن تجد أديبين أو عالمين أو فيلسوفين أو فنانين أو حتى زعيمين من أسرة واحدة. ولا نعرف شذوذًا من هذه القاعدة إلا اسكندر دوماس الأب واسكندر دوماس الابن، وألفونس دوديه وليون دوديه، وفلتات قليلة من هذا الطراز كدوق مارلبورو بطل معركة بلنهيم في القرن الثامن عشر وسليله ونستون تشرشل بطل الحرب العالمية الثانية في القرن العشرين. وفي مصر ليس لدينا من أمثلة إلا سعد زغلول وأخوه فتحي زغلول وشتان ما بينهما. (هناك أيضاً قبيلة الرافعي: أمين الرافعي ومصطفى صادق الرافعي وعبد الرحمن الرافعي، وقبيلة النقاش: رجاء النقاش والمرحوم وحيد النقاش وفريدة النقاش وأمينة النقاش، ثم هناك الزعيم الفاشي أحمد حسين وأخوه المفكر الماركسي عادل حسين، ومع ذلك فالتاريخ وحده هو الذي سيغربل هذه الأسماء)".[15]
- "اعجاب اخي رمسيس ببرتراند رسل وبجورج أورويل يدل على أنه راديكالي في الفكر، غالبًا لدرجة اللا أدرية، راديكالي في السياسة أو على الأصح في الفكر السياسي، فأنا لم ألحظ عليه أية اهتمامات بما يجري في الساحة السياسية المصرية تتجاوز اهتمامات الجالسين على قهاوي عماد الذين يلعبون الطاولة. والأرجح أنه اتعظ بمتاعبي وبمتاعب ابن عمنا المهندس فوزي حبشي وزوجته ثريا شاكر مع الدولة فقرر الاضراب عن كل تفكير سياسي فعال".[16]

## مسيرة الترجمة
بالإضافة إلى برتراند راسل، تناول رمسيس عوض في ترجماته سيرة وأعمال بعض الكتَّاب البريطانيين، مثل وليام شكسبير وجورج أورويل وجيمس جويس وسي بي سنو وأوسكار وايلد، وكذلك الكتَّاب الروس، مثل فيودور دستوفسكي وفلاديمير نابوكوف وألكسندر سولجنتسين.
في تصريح لجريدة الشرق الأوسط سنة 2002 اعتبر رمسيس أن "المترجم الكفء ندر هذه الايام، فلا يكفي زيادة اقسام اللغات في جامعاتنا كي يتوافر لدينا عدد كاف من المترجمين الجيدين، فالعبرة بنوعية الدراسة والتدريب الذي يقدم لهؤلاء الدارسين. فالقليل من هؤلاء الدارسين يجيدون اللغة العربية التي سيترجمون اليها، ويعرفون مصادرها في القرآن الكريم والتراث العربي والأدب القديم والحديث على نحو ما كان يجيدها مترجمو الاجيال السابقة مثل زكي نجيب محمود وغيرهم، بالاضافة الى عدم متابعة هؤلاء الدارسين لوسائل الاعلام الاجنبية بشكل دائم، وضعف مستوى الثقافة العامة والافتقار الى القواميس بمختلف اللغات عامة ومتخصصة ودوائر المعارف، وضآلة العائد المادي والمعنوي لفن أو علم الترجمة مما يثبط همم العاملين في هذا المجال. من ناحية أخرى، هناك حاجة لوجود جهة تدافع عن حقوق المترجمين، وعلى الصحف الاهتمام بنشر الاعمال المترجمة كما كان يحدث قديما، ولا بأس في انشاء مجلة للترجمة يكون لها دور في ابراز المترجمين ومنحهم الحوافز والمكانة الملائمة".

## مؤلفاته

### كتب بالعربية
1. برتراند راسل الإنسان، الدار القومية للطباعة والنشر، القاهرة، 1961
2. برتراند راسل المفكر السياسي، الدار القومية للطباعة والنشر، القاهرة، 1966
3. دراسات تمهيدية في الرواية الإنجليزية المعاصرة، الدار القومية للطباعة والنشر، القاهرة، 1967
4. توفيق الحكيم الذي لا نعرفه، مكتبة الشعب، القاهرة، 1973[22]
5. التاريخ السري للمسرح قبل ثورة 1919، مطبعة الكيلاني، القاهرة، 1973
6. موسوعة المسرح البيبليوجرافية (الجزء الأول، 1900-1903)، مطبعة وهدان، القاهرة، 1973.
7. موسوعة المسرح البيبليوجرافية (الجزء الثاني، 1904-1906)، مطبعة وهدان، القاهرة، 1975.[23]
8. اتجاهات سياسية في المسرح قبل ثورة 1919، الهيئة المصرية العامة للكتاب، القاهرة، 1979.[24]
9. موسوعة المسرح المصري الببليوجرافية (1900-1930)، الهيئة المصرية العامة للكتاب، القاهرة، 1981.
10. س. ب. سنو والثورة العلمية، الهيئة المصرية العامة للكتاب، القاهرة، 1981
11. جورج أورويل: حياته وأدبه، الهيئة المصرية العامة للكتاب، القاهرة، 1981
12. موقف ماركس وأنجلز من الآداب العالمية، مكتبة الأنجلو المصرية، القاهرة، 1984
13. شكسبير في مصر، الهيئة المصرية العامة للكتاب، القاهرة، 1986.
14. ماذا قالوا عن أهل الكهف، الهيئة المصرية العامة للكتاب، القاهرة، 1986.[25]
15. الأدب الروسي قبل الثورة البلشفية وبعدها، الهيئة المصرية العامة للكتاب، القاهرة، 1989
16. أدباء روس منشقون في عهد جوزيف ستالين، الهيئة المصرية العامة للكتاب، القاهرة، 1991
17. الأدب الروسي والبريسترويكا، دار الهلال، القاهرة، 1991
18. الأدب والجنس، دارأخبار اليوم، القاهرة، 1993
19. الثالوث المحرم: وايلد، رامبو، فيرلين، دار الهلال، القاهرة، 1994[26]
20. الشذوذ والابداع، دار الهلال، القاهرة، 1995[27][28]
21. دراسات في الأدبين الإنجليزي والأمريكي، جامعة عين شمس، القاهرة، 1995
22. شكسبير واليهود،  دار سينا للنشر ومؤسسة الانتشار العربي، القاهرة وبيروت، 1995.[29]
23. من ستالين إلى جورباتشوف، مكتبة الأنجلو المصرية، القاهرة، 1996
24. الهرطقة في الغرب، دار سينا للنشر ومؤسسة الانتشار العربي، القاهرة وبيروت، 1997
25. الإلحاد في الغرب، دار سينا للنشر ومؤسسة الانتشار العربي، القاهرة وبيروت، 1997[30]
26. رباعيات الشذوذ والإبداع: جينيه، جيد، بروست، مان، دار سينا للنشر ومؤسسة الانتشار العربي، القاهرة وبيروت، 1998
27. ملحدون محدثون ومعاصرون، دار سينا للنشر ومؤسسة الانتشار العربي، القاهرة وبيروت، 1998
28. اليهود والأدب الأمريكي، دار الهلال، القاهرة، 1998
29. اليهود والأدب الأمريكي المعاصر، دار الهلال، القاهرة، نوفمبر 1998
30. موسوعة الرقابة والأعمال المصادرة في العالم، مركز الدراسات والمعلومات القانونية لحقوق الإنسان، القاهرة، 1998
31. صورة اليهودي في الأدب الإنجليزي، دار الهلال، القاهرة، 1999[31]
32. الهولوكوست بين الإنكار والتأكيد، دار الهلال، القاهرة، 2000
33. اليهود في الأدب الأمريكي في أربعة قرون، مكتبة الأنجلو المصرية، القاهرة، 2001
34. الهولوكوست في الأدب الأمريكي، مكتبة الأنجلو المصرية، القاهرة، 2001
35. الهولوكوست في الأدب الفرنسي، دار نهضة الشرق، القاهرة، 2002
36. اليهود في الأدب الروسي، دار نهضة الشرق، القاهرة، 2002
37. محاكم التفتيش، دار الهلال، القاهرة، 2002
38. محاكم التفتيش في إسبانيا، مركز الدراسات والمعلومات القانونية لحقوق الإنسان، القاهرة، 2002
39. محاكم التفتيش في إيطاليا، دار الهلال، القاهرة، 2003
40. أبرز ضحايا محاكم التفتيش: جاليليو، سافونا رولا، برونو، الهيئة المصرية العامة للكتاب، القاهرة، 2005 (A)
41. محاكم التفتيش في فرنسا، المجلس الأعلى للثقافة، القاهرة، 2005
42. ألبرت اينشتاين: سيرة حياته، المجلس الأعلى للثقافة، القاهرة، 2005
43. اليهود في الأدب الإنجليزي من القرن الثامن عشر إلى القرن العشرين، الهيئة المصرية العامة للكتاب، القاهرة، 2005
44. محرقة اليهود: أوشويتز - بيركينو، مكتبة الأنجلو المصرية، القاهرة، 2006
45. من أدب الانشقاق: ألكسندر سولجنتسين، دار الهلال، القاهرة، 2006
46. الغجر بين المجزرة والمحرقة، المجلس الأعلى للثقافة، القاهرة، 2006
47. معسكر اعتقال برجن - بلسن، مكتبة الأنجلو المصرية، القاهرة، 2007
48. معسكر اعتقال رافنزوبروك للنساء، مكتبة الأنجلو المصرية، القاهرة، 2007[32]
49. الغرب ومحرقة اليهود، دار أخبار اليوم، القاهرة، 2007
50. معسكر اعتقال بوخنوالد، مكتبة الأنجلو المصرية، القاهرة، 2008
51. أشهر معسكرات الاعتقال النازية – داكاو، المجلس الأعلى للثقافة، القاهرة، 2008[33]
52. هل أنت شيوعي يا مستر شابلن؟، الهيئة العامة لقصور الثقافة، القاهرة، 2009[34][35][36]
53. برتراند راسل أمام المحاكم الإنجليزية والأمريكية، دار الهلال، القاهرة، 2009[37]
54. د. هـ. لورانس وهنري ميلر أمام المحاكم الإنجليزية والأمريكية، المجلس الأعلى للثقافة، القاهرة، 2009
55. فلاديمير نابوكوف: حياته وأدبه، دار الهلال، القاهرة، 2010
56. جيمس جويس أمام المحاكم الأمريكية، مكتبة الأنجلو المصرية، القاهرة، 2011
57. من أوراق الحروب الصليبية ومحاكم التفتيش في فرنسا، مكتبة الشروق الدولية، القاهرة، 2012
58. من أوراق الحروب الصليبية ومحاكم التفتيش في إسبانيا، مكتبة الشروق الدولية، القاهرة، 2012
59. من أوراق الحروب الصليبية ومحاكم التفتيش في إيطاليا، مكتبة الشروق الدولية، القاهرة، 2012
60. معسكر اعتقال تريبلينكا، المجلس الأعلى للثقافة، القاهرة، 2012
61. معسكر اعتقال دورا، المجلس الأعلى للثقافة، القاهرة، 2012[38]
62. فيودور دستيوفسكي في المنفى ومحن أخرى، دار الهلال، القاهرة، 2012[39]
63. معسكر اعتقال ماثاوزن، المجلس الأعلى للثقافة، القاهرة، 2013
64. رواية الغداء العاري أمام المحاكم الأمريكية، مركز القاهرة لدراسات حقوق الإنسان، القاهرة، 2013[40]
65. الرقابة وحرية التعبير في بريطانيا، المكتب العربي للمعارف، القاهرة، 2014
66. الرقابة وحرية التعبير في روسيا وأمريكا، المكتب العربي للمعارف، القاهرة، 2015
67. معسكر اعتقال صوبيبور، المجلس الأعلى للثقافة، القاهرة، 2015

### ترجمة
1. برتراند راسل بين الشك والعاطفة، آلان وود، دار الأندلس للطباعة والنشر والتوزيع، بيروت، 1981 (A)
2. أفكارٌ وأراءٌ، ألبرت أينشتين، الهيئة المصرية العامة للكتاب، القاهرة، 1986
3. وول سوينكا، رونالد جراي، الهيئة المصرية العامة للكتاب، القاهرة، 1989.[41]
4. سيرة برتراند راسل، آلان وود، مكتبة الأنجلو المصرية، القاهرة، 1996
5. الدين والعلم، برتراند راسل، دار الهلال، القاهرة، 1997.[42]
6. الرجل الذي مات، د. هـ. لورانس، دار الهلال، القاهرة، 1997
7. في مدح الكسل ومقالات أخرى، برتراند راسل، المجلس الأعلى للثقافة، القاهرة، 1998
8. ألبرت أينشتين: حياته وغزلياته، (مختارات)، (ط2) المركز القومي للترجمة، القاهرة، 2009
9. محاكمات فنية وأدبية وفكرية (جزءان)، مجموعة وثائق، المركز القومي للترجمة، القاهرة، 2010
10. العرب ومحرقة اليهود، روبرت ساتلوف، دار أخبار اليوم، القاهرة، 2011.[43][44]
11. ظلام في الظهيرة، أرثر كيسلر، المركز القومي للترجمة، القاهرة.

### كتب بالإنجليزية
- Naguib Mahfouz, The Beginning and the End (Translation), The American University in Cairo, 1975.
- George Orwell as an Ambivalent Writer, National Bookshop, Cairo, 1987.
- Animal Farm, National Bookshop, Cairo, 1987.
- Nineteen Eighty Four, National Bookshop, Cairo, 1987.
- Hardy’s Tragic and Ironic Vision in Tess, National Bookshop, Cairo, 1978.
- Shakespear in Egypt, Rapack, Cairo, 1980.[45]
- English Literary Criticism, Univ. Books, Tanta, 1985.

## روابط خارجية
- صفحة رمسيس عوض على موقع جود ريدز